# Ла Пјеве-Молино (Арецо)
Ла Пјеве-Молино је насеље у Италији у округу Арецо, региону Тоскана.
Према процени из 2011. у насељу је живело 207 становника. Насеље се налази на надморској висини од 782 м.